# Hrabstwo Madison (Montana)

Piramida wieku hrabstwa

Hrabstwo Madison – hrabstwo w Stanach Zjednoczonych w stanie Montana. Według danych za rok 2000 całkowita liczba ludności wynosi 6851 osób. Siedzibą władz hrabstwa jest Virginia City.

## Geografia
Zgodnie z danymi U.S. Census Bureau, hrabstwo ma 9331 km² powierzchni, z czego 9289 km² to powierzchnia lądowa, zaś 42 km² (0,45%) to wody.

### Przyległe hrabstwa
- Hrabstwo Beaverhead – na południowym zachodzie i zachodzie
- Hrabstwo Silver Bow – na północnym zachodzie
- Hrabstwo Jefferson – na północy
- Hrabstwo Gallatin – na wschodzie
- Hrabstwo Fremont – na południu

## Dane demograficzne
Według danych z roku 2000 hrabstwo zamieszkiwało 6851 osób w 2956 gospodarstwach domowych i 1921 rodzinach. Gęstość zaludnienia wynosiła 1/km².
Średni dochód gospodarstw domowych w hrabstwie wynosił 30 233 USD, a w przeliczeniu na rodzinę 35 536 USD. Średni dochód mężczyzn wynosił 26 606 podczas gdy kobiet 17 917 USD. Dochód na głowę mieszkańca nie przekraczał 16 944 USD. 10,20% rodzin i 12,10% całej populacji żyło poniżej granicy ubóstwa, w tym 14,20% osób poniżej 18 roku życia i 9,30% w wieku lat 65 lub starszych.

## Miejscowości

### Miasta
- Ennis
- Sheridan
- Twin Bridges
- Virginia City

### CDP
- Alder
- Harrison